# Bataille de Pace's Ferry
Guerre de Sécession
Batailles
- Rocky Face Ridge
- Resaca
- Adairsville
- New Hope Church
- Pickett's Mill
- Dallas
- Kolb's Farm
- Kennesaw Mountain
- Marietta
- Noonday Creek
- Pace's Ferry
- Peachtree Creek
- Atlanta
- Ezra Church
- Brown's Mill
- Utoy Creek
- Dalton
- Lovejoy's Station
- Jonesborough

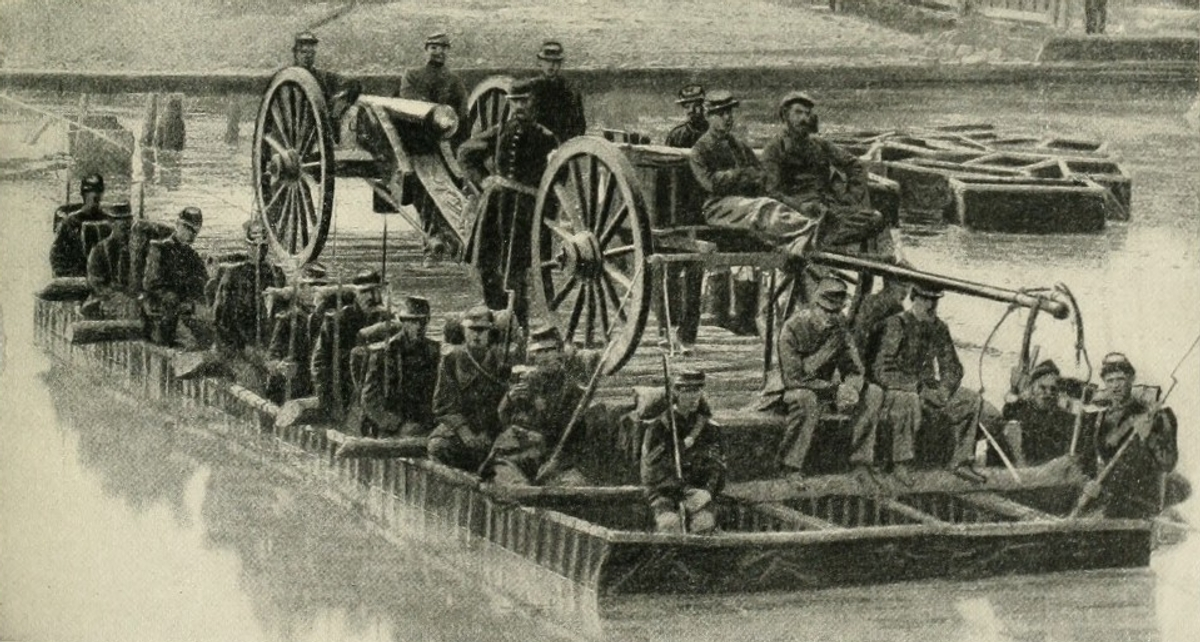
L'artillerie et l'infanterie de l'Union traverse la rivière Chattahoochee dans un bateau ponton de toile.

L'escarmouche à Pace's Ferry est un engagement livré le 5 juillet 1864, près de Pace's Ferry, à Atlanta, en Géorgie, au cours de la campagne d'Atlanta de la guerre de Sécession. Les troupes de l'Union du major général Oliver O. Howard saisissent un ponton flottant crucial sur la rivière Chattahoochee, permettant aux troupes fédérales de poursuivre leur offensive pour capturer l'important centre ferroviaire et d'approvisionnement d'Atlanta.

## Contexte
L'armée du major général de l'Union William T. Sherman progresse régulièrement vers Atlanta au cours du printemps et de l'été 1864, combattant lors d'une série de batailles contre l'armée confédérée de Joseph E. Johnston. Sherman flanque continuellement les positions confédérées et se rapproche toujours plus de son objectif. Le IV corps d'Howard poursuit les confédérés en retraite le long du chemin de fer de l'ouest et de l'Atlantique, avec la division du général Thomas J. Wood en tête.

## Bataille
Il rencontre très peu de résistance jusqu'à ce que la tête de colonne atteigne Vining's Station. À partir de ce point, une route conduit à l'est vers Atlanta, en traversant la rivière Chattahoochee à Pace's Ferry, où les confédérés ont construit un pont flottant au-dessus de la  rivière profonde et rapide. Les tirailleurs de Wood rencontrent une brigade de cavalerie démontée, qui a son front couvert par des barricades de chemin de fer le long d'une crête à angle droit de la route, à quatre cents mètres de la station de chemin de fer. Wood repousse rapidement les confédérés hors des barricades et, pousse vers la rivière. En dépit des efforts confédérés visant à détruire le pont pour l'empêcher de tomber aux mains de l'ennemi, les hommes de Wood arrivent à temps pour sauver la plus grande partie du pont. Les tentatives confédérées de brûler la structure échouent, et les amarres sont coupées du côté confédéré, de sorte que le pont flottant dérive dans la rivière.
Ne voyant pas d'une occasion propice pour attaquer les positions solides confédérées sur la Chattahoochee, Howard ordonne à son corps de, mettre le camp sur les hauteurs, face à la rivière, et attend l'arrivée des ponts flottants fédéraux.

## Conséquences
Le 10 juillet, les divisions de Stanley et de Wood vont à proximité de l'embouchure du Sope Creek, à l'appui du général John Schofield, qui a traversé la rivière à ce point (au nord de Pace's Ferry) et contourne les confédérés. Le 11 juillet, à 17 heures, le général Howard reçoit « l'ordre de sécuriser les hauteurs en face de Powers' Ferry, sur la rive sud de la Chattahoochee, pour protéger la pose d'un pont à cet endroit. La division de Stanley s'acquitte de ces instructions le lendemain matin au lever du jour, traversant la rivière sur le pont de Schofield ».